# Palla Antal (jégkorongozó)
Palla Antal (1949. december 17. –) magyar jégkorongozó, edző. A magyar jégkorong halhatatlanja.

## Pályafutása

### Klubcsapatokban
1961-ben kezdett jégkorongozni a BVSC-ben. Edzői Háray Béla és Babán József voltak. A felnőtt csapatban tétmérkőzésen 1966 februárjában a magyar kupában mutatkozott be. Klubjával 1967-ben és 1969-ben második volt a magyar bajnokságban. 1980-ban a BVSC megszüntette a jégkorong csapatát. Palla több válogatott játékostársával együtt a Székesfehérvári Volánhoz igazolt. Első fehérvári szezonjában bajnokságot nyert. 1992-ben fejezte be játékos pályafutását.

### A válogatottban
A felnőtt válogatottban 1969 decemberében játszott első alkalommal, majd az 1970-es világbajnokságon is csapattag volt. Ezután 1985-ig -1972 és 1973 kivételével- minden világbajnokságon tagja volt a magyar válogatottnak. Ezek közül 1977 és 1979 között valamint 1985-ben a B csoportban szerepelhetett. 1986-ban játszotta a kétszázadik mérkőzését a nemzeti csapatban.

### Sportvezetőként
1983-tól a távozó Balogh János helyett játékos-edzőként irányított a Székesfehérvári Volánt. 1990-ben Szeles Dezső szövetségi kapitány segítője lett a válogatottnál. Ugyanebben az évben a közvetlenül a bajnoki rajt előtt a lemondott Tamás Elek helyett ismét a Volán edzője lett. 1992-től Lőrincz Ferenc, majd Borisz Puskarjov pályaedzője volt Székesfehérváron, Ugyanebben az időszakban id. Ocskay Gábor segítője lett a junior válogatottnál. 1994 nyarától a magyar ifjúsági válogatott irányítását bízták rá, amely 1995-ben negyedik, 1996-ban hetedik lett a B csoportos ifi Eb-n. 1996 júliusában egy évre kinevezték az ifi és a junior válogatott kapitányának, emellett megbízták a felnőtt válogatott vezetésével is az olimpiai selejtezőn. A juniorok a B csoport hetedik helyén végeztek. 1997 februárjának elején Puskarjovot felmentették a Volán vezetőedzői posztjáról. Ezután Palla megbízott edzőként vezette a csapatot. Ugyanebben az időszakban a világbajnokság végéig meghosszabbították a kinevezését felnőtt válogatott élén. A C csoportos vb-n hatodik lett a magyar csapat. A felnőtt vb-vel párhuzamosan zajló B csoportos ifi Eb-n a magyar csapat Kiss Tibor irányításával harmadik lett. 1997 nyarán a Volánnál szaktanácsadó, az ifi és a junior válogatottnál továbbra is szövetségi kapitány lett. 1998-ban a junior csapat ötödik az ifi negyedik lett a korosztály B csoportos világversenyein. 1998 júliusában meghosszabbították a kinevezését az utánpótlás válogatottaknál. 1998 októberében ismét kinevezték felnőtt kapitánynak. A junior és a felnőtt válogatott 1999-ben kiesett a B csoportból. 1999 októberében az ifjúsági válogatottat bízták rá, majd Szeles Dezső az új szövetségi kapitány ismét segítőjének választotta a válogatott mellett. 2001-től 2003-ig a válogatott technikai vezetője volt. 2003 nyarán Dusan Kapusta másodedzője lett a felnőtt válogatottnál. Ezt követően ismét technikai vezető volt a válogatottnál és az Alba Volánnál is ellátta ezt a feladatot.

## Eredményei
magyar bajnokság
- bajnok: 1981
- második: 1967, 1969,
- harmadik: 1968, 1970, 1971, 1972, 1973, 1974, 1976, 1977, 1978, 1982, 1983, 1984, 1985, 1986, 1987, 1988, 1989

Díjai
- Az év magyar jégkorongozója (1980)
- A magyar jégkorong halhatatlanja (2011)